# جيمس س. هاثاواي
جيمس س. هاثاواي هو محامي كندي، ولد في 1956 في كندا.